# Szamotuły-Zamek
Szamotuły-Zamek – część miasta Szamotuły, położona na północ od szamotulskiej starówki, w rejonie Zamku w Szamotułach. Dawniej samodzielna miejscowość.

## Historia
Szamotuły-Zamek to dawny obszar dworski. 1 sierpnia 1934 wszedł w skład nowo utworzonej zbiorowej gminy Szamotuły w powiecie szamotulskim w województwie poznańskim. 27 września 1934 utworzył gromadę Szamotuły-Zamek w gminie Szamotuły.
Po wojnie zachował przynależność administracyjną. W związku z reformą administracyjną kraju jesienią 1954 stał się siedzibą nowo utworzonej gromady Szamotuły Zamek. 1 stycznia 1960 siedzibę gromady przeniesiono z Szamotuł-Zamku do Szamotuł a nazwy jednostki zmieniono na gromada Szamotuły.
1 stycznia 1970 Szamotuły-Zamek (215,9870 ha) włączono do Szamotuł.